# Christian Ahlmann

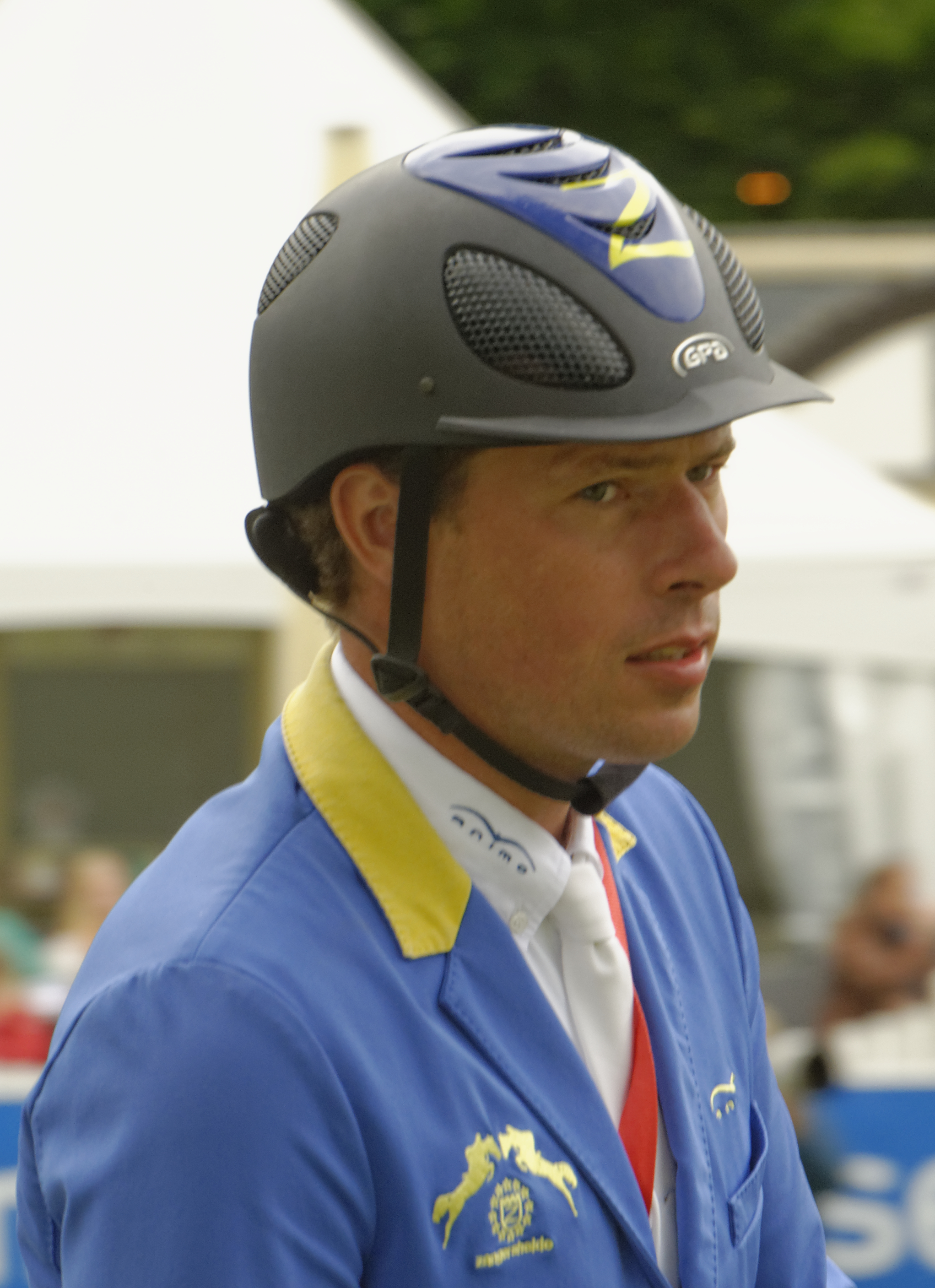
Christian Ahlmann in 2013

Christian Ahlmann (Marl, 17 december 1974) is een Duitse springruiter die in januari 2017 als tweede geklasseerd staat in de FEI Longines Rankings.

## Olympische Spelen
Christian Ahlmann behaalde met het Duitse springteam brons op de Olympische Spelen van 2004. Tijdens de Olympische Zomerspelen van 2008 testte Ahlmanns paard positief voor de stof capsaicin.